# Samba junino
Samba junino é uma manifestação cultural brasileira de Salvador surgida na década de 1970. Trata-se de um subgênero do samba, executado principalmente na época das festas juninas na capital baiana, sendo que suas origens são estreitamente ligadas ao candomblé e às festas de caboclo. O samba duro é o ritmo que marca os sambas juninos.
Dos grupos de sambas juninos saíram para a fama importantes nomes da música baiana como Ninha (da Timbalada), Tatau, Reinaldo (do Terra Samba) e Márcio Victor. Em fevereiro de 2018, a prefeitura de Salvador reconheceu o samba junino como patrimônio cultural imaterial do município ao inscrevê-lo no Livro do Registro Especial das Expressões Lúdicas e Artísticas. A Fundação Gregório de Mattos (FGM), à qual é vinculado o Conselho Municipal de Política Cultural de Salvador (CMPC), iniciou o processo de Registro Especial do Patrimônio Imaterial em 19 de junho de 2016 culminando no decreto municipal 29 489 de 7 de fevereiro de 2018, após aprovação do parecer técnico da conselheira Ivete Sacramento, datado de 30 de janeiro de 2018, no processo PR FGM n.º 193 de 2016.